# National Muzzle Loading Rifle Association
A National Muzzle Loading Rifle Association (NMLRA), fundada em 1933, é a maior associação de  esporte de tiro com armas antigas por antecarga ("muzzleloading") dos Estados Unidos. 
A NMLRA é conhecida por promover o esporte de tiro com armas por antecarga, e armas de fogo de pólvora negra em geral, sua missão declarada é: "promover, apoiar, nutrir e preservar o patrimônio histórico dos EUA no esporte de "muzzleloading" por meio de eventos recreativos, educacionais, históricos e culturais, como competições, caça, fabricação e segurança de armas, reconstituições históricas, exposições, museus, bibliotecas e outros programas relacionados".

## Visão geral
As informações a seguir foram obtidas do site oficial da NMLRA.

### Filiação
Existem vários graus de afiliação à NMLRA, todos os quais implicam o pagamento de taxas à Associação. Os membros da Associação recebem todos os direitos de um membro da Associação. Eles também recebem uma cópia da publicação mensal "Muzzle Blasts" da NMLRA.

### Clubes licenciados
A NMLRA concedeu alvará a clubes, grupos ou associações de metralhadoras locais e regionais em todos os cinquenta estados dos Estados Unidos e também no Canadá. Geralmente, cada um dos clubes licenciados realiza sua própria sessão de fotos do campeonato e relata os resultados da sessão de fotos para a NMLRA. Para obter uma lista completa de todos os clubes, grupos e associações fundados pela NMLRA, siga este link: NMLRA Charter Clubs by State - March 2021 Update.

### A sede

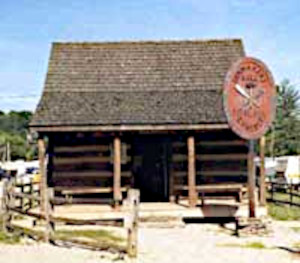
Gunmaker's Hall em Friendship, IN.

A NMLRA tem sede em Friendship, Indiana, a aproximadamente sessenta quilômetros de Cincinnati, Ohio. A área é uma combinação de instalações modernas e primitivas, refletindo a natureza diversa da Associação e do esporte de "muzzleloading".
No local em Friendship, a NMLRA tem o Museu da National Muzzle Loading Rifle Association, bem como o "Gunmakers Hall", onde as obras de fabricantes contemporâneos de armas por antecarga são exibidas. O Museu está localizado dentro da estrutura histórica conhecida como "The John Linsey Rand House". A "Rand House" também abriga os escritórios da "Muzzle Blasts", a publicação mensal da NMLRA.

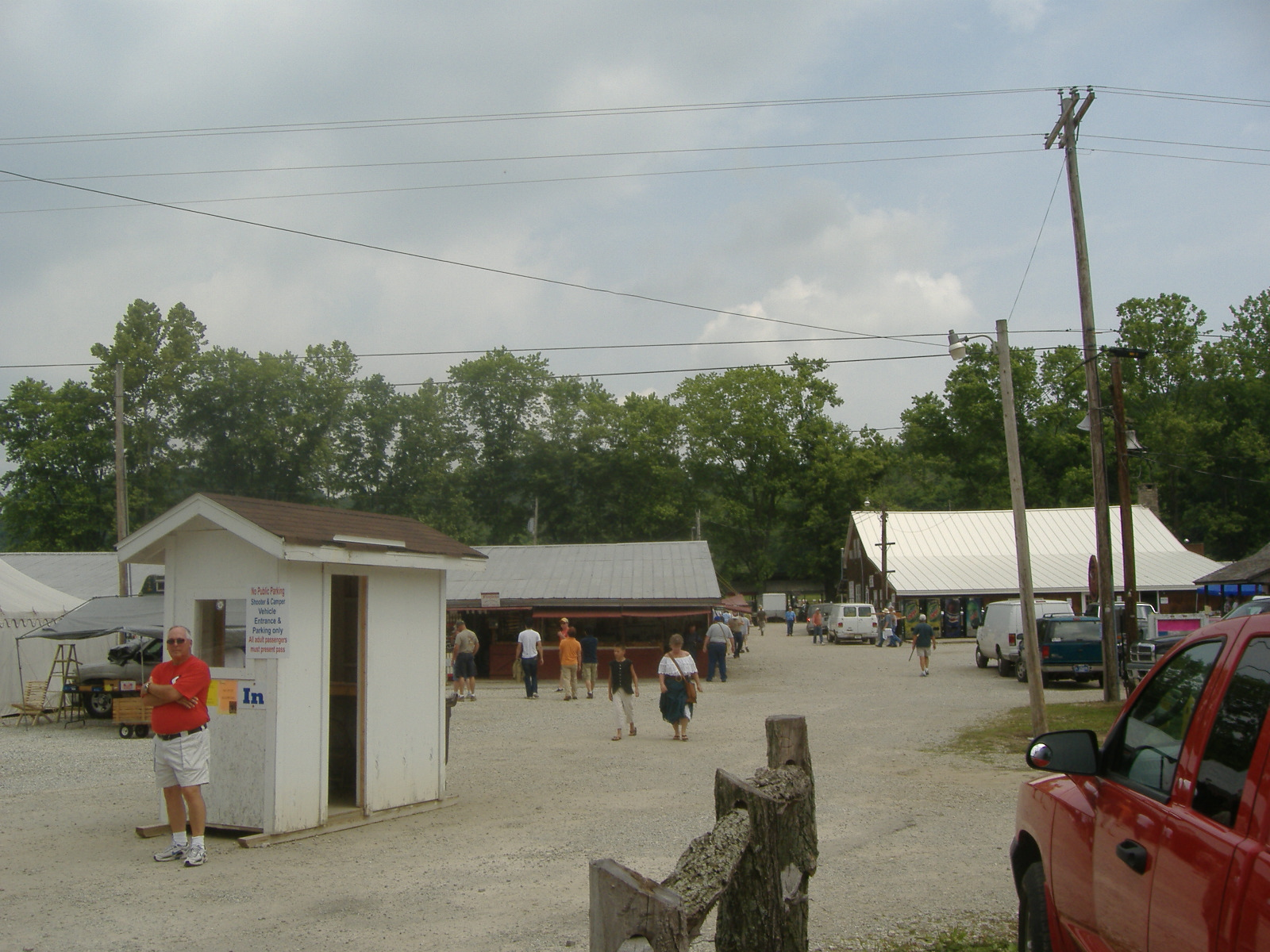
Walter Cline Gun Range.

Existem dois campos de tiro em Friendship: o "Curly Gostomski Primitive Range" e o "Walter Cline Modern Range". Durante os eventos de tiro nacionais e outros eventos, o local também hospeda o "Commercial Row", onde alguns dos artesãos de armas por antecarga mais habilidosos da atualidade se instalam para vender seus produtos cobrindo todos os aspectos desse tipo de arma.
O local também inclui duas áreas de camping: uma área moderna para campistas e barracas modernas e uma área primitiva para barracas de lona, tipis, etc. Não são permitidos animais de estimação no local durante os eventos de tiro nacionais ou qualquer outro evento patrocinado pela NMLRA'.

### Competições nacionais

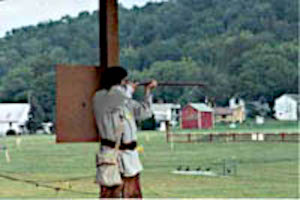
Um atirador no "Walter Cline Range".

A NMLRA realiza duas competições nacionais de tiro no Walter Cline Range em Friendship: o "Spring National Shoot" anual realizado em meados de junho e o "National Championship Shoot" realizado em meados de setembro. A inscrição para esses eventos custa US$ 30,00 (US$ 20,00 para pré-inscrição) para membros da NMLRA.
De acordo com o site da NMLRA, "Durante os dois principais eventos, atiradores de todo o mundo competem por recordes nacionais. Há competições de rifle, pistola, espingarda e mosquete, de antecarga, além de tiro em bancada, "slug guns", machadinha e arremesso de faca."
Vários eventos de fim de semana também são realizados em Friendship ao longo do ano, incluindo um "4-H Invitational Championship Shoot", o "NRA National Muzzleloading Championship Shoot", um "Youth Shoot", um "Family Shoot", o "Lore of the Laughery Shoot", um "Turkey Shoot" e um "National Women's Weekend Shoot".

### Encontro Nacional
A NMLRA foi responsável pela criação de uma série de "Encontros Primitivos Regionais Nacionais", ou reconstituições históricas do comércio de peles da América do Norte, durante o final da década de 1970 até de meados da década de 1980. Esses encontros abrangeram toda a extensão do território continental dos Estados Unidos. Esses encontros foram gerenciados diretamente pela Associação durante o ano de 1998.
No entanto, no final de 1998, a NMLRA decidiu interromper o controle direto desses encontros nacionais, pois já não os considerava lucrativos. Eles criaram a "National Rendezvous and Living History Foundation" (NRLHF) para gerenciar o encontro. Embora a NMLRA tecnicamente continue a patrocinar o encontro nacional, a NRLHF atualmente dirige e gerencia os eventos que permaneceram afiliados à Associação após sua decisão de 1998. Esses encontros são o "Eastern Regional Rendezvous", o "Northeastern Regional Rendezvous", o "Southeastern Regional Rendezvous", o "Old Northwest Territory Regional Rendezvous" e o "Midwest Regional Rendezvous".

### Outras atividades e programas

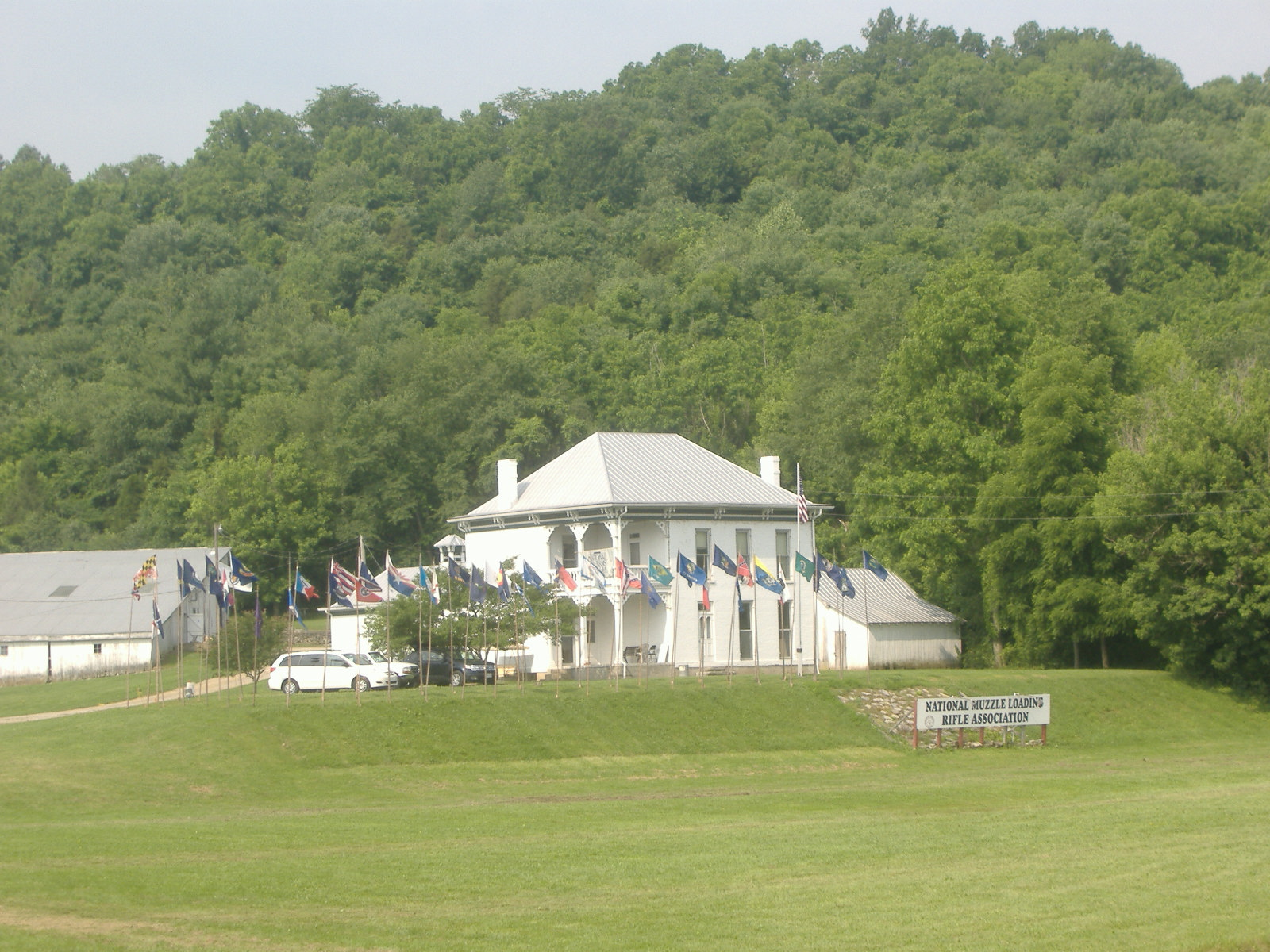
A John Linsey Rand House que abriga o Museu da NMLRA.

A NMLRA também patrocina uma atividade conhecida como "The Longhunter". O programa Longhunter é projetado para incentivar o esporte de muzzleloading durante a caça de animais grandes, devido aos desafios e emoções que essa atividade acarreta. Está associado ao "Big Game Records Program", que é o único programa de reconhecimento de troféus estritamente para o caçador de "muzzleloading".
A NMLRA também patrocina o "Muzzle Blasts Postal Match". Um alvo está incluído em uma edição da publicação mensal da NMLRA "Muzzle Blasts" e o participante deve atirar no alvo e enviá-lo à NMLRA junto com uma taxa de inscrição de US$ 2,00. Os vencedores são publicados no site da NMLRA e os lucros vão para o Programa de Jovens da Associação.
A NMLRA está atualmente tentando restaurar a Rand House, uma estrutura histórica localizada no terreno em Friendship e que abriga o Museu da NMLRA e o escritório da "Muzzle Blasts". A fim de arrecadar dinheiro para esta restauração, a Associação está vendendo tijolos a indivíduos para que eles possam inscrever qualquer mensagem de sua escolha por um valor entre US$ 50,00 e US$ 250,00. Esses tijolos serão usados na restauração da Rand House.

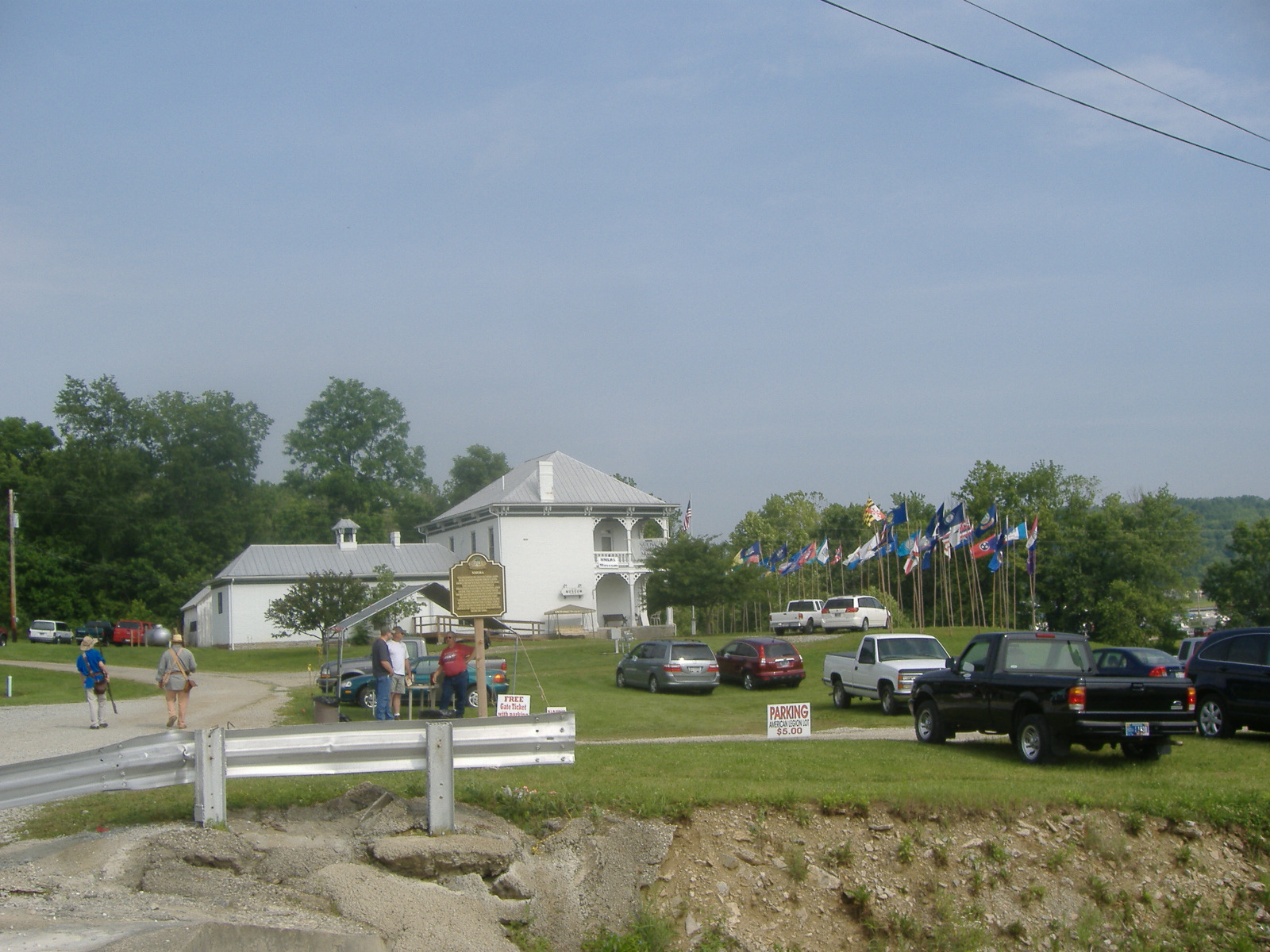
A John Linsey Rand House que abriga o Museu da NMLRA, vista lateral.

A NMLRA também tem um programa de bolsa de estudos para faculdade. Eles oferecem duas bolsas de estudo de US$ 500,00 por semestre para membros ou dependentes de membros em dia com a NMLRA. A concessão das bolsas é baseada em uma série de fatores, incluindo desempenho acadêmico no ensino médio, bem como a necessidade financeira do candidato.
A NMLRA também está procurando criar uma doação permanente de US$ 1.000.000 para si mesma, buscando mil indivíduos que estejam dispostos a doar $ 1.000 cada para a Associação. De acordo com o site da NMLRA, "A doação será colocada no fundo de doação permanentemente restrito da  NMLRA. O principal permanecerá na doação e pode ser usado apenas para gerar juros ou para comprar um ativo permanente, como um terreno. O principal nunca pode ser usado para o funcionamento geral da Associação. Os juros auferidos geram receita para programas novos e inovadores que ajudam a garantir a viabilidade a longo prazo da organização e a ajudam a prosperar".

### Educação e treinamento
A NMLRA também busca educar e treinar indivíduos no esporte de "muzzleloading", de modo a promover seus objetivos como organização e ter indivíduos treinados disponíveis para gerenciar suas atividades. Os três principais cursos que a Associação oferece são os seguintes:
- O Curso Básico é um curso prático de oito a dez horas, com tiro real, envolvendo rifle , revólver e espingarda de antecarga, história de armas de fogo, familiarização e manutenção de equipamentos, procedimentos adequados e o papel do esportista na sociedade. É necessária uma pontuação de 80% para concluir o curso com sucesso
- O Curso de Instrutor de Muzzleloading é um curso prático de rifle, arma acurta (incluindo revólver) e espingarda de antecarga para treinar instrutores para o Curso Básico. A associação à NMLRA não é necessária. Os participantes do curso devem ser maiores de idade para estar na 9ª série do ensino médio ou mais.
- O Curso de Treinador é um curso aprofundado de técnicas de ensino de seis horas. Instrutores dedicados nas disciplinas de rifle, revólver e espingarda são convidados a se inscrever no curso de treinador.